# プロフィール (倉沢淳美の曲)
「プロフィール」は、倉沢淳美が1984年3月21日にリリースしたデビューシングル。

## 解説
- ソロデビューシングルながらオリコンで4位にランクされ、売り上げも自身最大のヒットとなった。
- TBS系「ザ・ベストテン」でも最高7位に入り、1984年4月から5月にかけて通算5週間ランクインした。
- 歌詞には「1967年4月生まれいま16歳」、「1メートル56」などと、題名通りに倉沢自身のプロフィールが含まれていたので、「自己紹介ソング」として話題になった。なお、この曲の発売1か月後に17歳の誕生日を迎えたため、その日以降歌番組で歌う時は「いま17歳」と歌った。島田雄三によると、この歌詞のヒントになったのは鶴田浩二の「同期の桜（台詞）」である[1]。

## 収録曲
- 両楽曲共に、作詞：売野雅勇／作曲・編曲：井上大輔

1. プロフィール（4分31秒）
2. 内気なくらい優しくどうぞ（4分11秒）